# شهرستان ماریز (میزوری)
شهرستان ماریز، میزوری (به انگلیسی: Maries County, Missouri) یک سکونتگاه مسکونی در ایالات متحده آمریکا است که در میزوری واقع شده‌است.